# 栃木県道122号藤岡停車場線

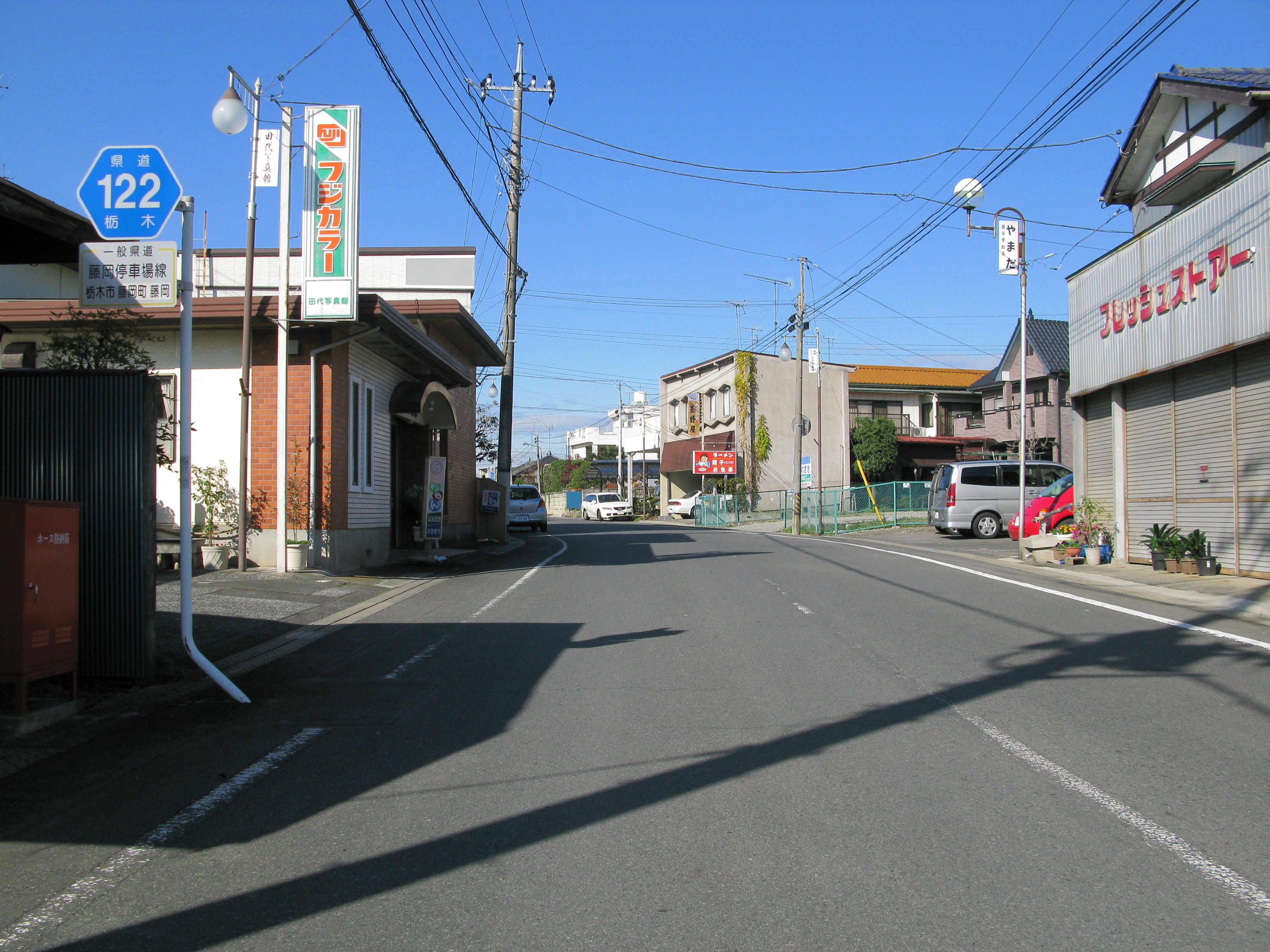
栃木市藤岡町藤岡（2011年5月）

栃木県道122号藤岡停車場線（とちぎけんどう122ごう ふじおかていしゃじょうせん）は、栃木県栃木市藤岡町藤岡を通る一般県道である。

## 路線概要
- 指定：1961年（昭和36年）4月1日
- 実延長：0.285 km[1]
- 起点：栃木県栃木市藤岡町藤岡（東武鉄道日光線藤岡駅）
- 終点：栃木県栃木市藤岡町藤岡（栃木県道9号佐野古河線交点）

## 沿線施設
- 東武鉄道日光線 藤岡駅